# Lilla Krigstjärnen
Lilla Krigstjärnen är en sjö i Ljusnarsbergs kommun i Västmanland och ingår i Norrströms huvudavrinningsområde. Sjön har en area på 0,0691 kvadratkilometer och ligger 209,1 meter över havet.

## Delavrinningsområde
Lilla Krigstjärnen ingår i det delavrinningsområde (664668-145133) som SMHI kallar för Inloppet i Björken. Medelhöjden är 209 meter över havet och ytan är 10,01 kvadratkilometer. Räknas de 6 avrinningsområdena uppströms in blir den ackumulerade arean 171,55 kvadratkilometer. Arbogaån som avvattnar avrinningsområdet har biflödesordning 2, vilket innebär att vattnet flödar genom totalt 2 vattendrag innan det når havet efter 266 kilometer. Avrinningsområdet består mestadels av skog (68 procent). Avrinningsområdet har 0,5 kvadratkilometer vattenytor vilket ger det en sjöprocent på 5 procent. Bebyggelsen i området täcker en yta av 1,85 kvadratkilometer eller 18 procent av avrinningsområdet.